# جبال لبنان الغربية
هي الجبال اللبنانية المطلة على البحر الأبيض المتوسط وتمتد من جبل عامل جنوباً حتى جبل القموعة في قضاء عكار شمالاً مروراً بجبل لبنان وجبل المكمل في الضنية وفيها أعلى قمة في لبنان القرنة السوداء يبلغ ارتفاع القمة عن سطح البحر 3093 م.

## صفاتها
يبلغ طول السلسة حوالي 160 كلم وتمتد من الشمال إلى الجنوب محاذية للبحر الأبيض المتوسط. وواديه الشرقي هو وادي البقاع الخصيب الذي يفصل هذه السلسلة عن سلسلة جبال لبنان الشرقية. ومنه ينبع نهر الليطاني الذي يخترق سهل البقاع متجها صوب الجنوب ثم يتحول غربا ليصب بالبحر الأبيض المتوسط.

## قممه
ومن قممه:
- القرنة السوداء (في جبل المكمل) بارتفاع 3088م
- المنيطرة بارتفاع 2911م
- جبل صنين بارتفاع 2628م
- جبل الكنيسة بارتفاع 2093م
- جبل الباروك بارتفاع 1948م

## غاباته
وعرفت هذه الجبال بغابات الأرز التي كست قمم منحدراته الغربية. واليوم لم يبق منها سوى 10 مناطق صغيرة. ووجود ينابيع مياه الثلوج المتناثرة في كل منحدراته يجعل زراعته خصبة لذلك تشتهر زراعة التفاح والمشمش والزيتون والكرمة على جباله والليمون في منحدراته السفلية. وهناك العديد من المدن العامرة المنتشرة على منحدراته المتدرجة.

## طالع
- قائمة أعلى القمم الجبلية في لبنان